# Flik 54/D
La Fliegerkompanie 54/D (abbreviata in Flik 54/D) era una delle squadriglie della Kaiserliche und Königliche Luftfahrtruppen.

## Storia

### Prima guerra mondiale
Al 24 ottobre 1917 la Flik aveva compiti Divisionali (Divisions-Kompanie 54 Flik 54D) ed era ad Oberloitsch di Vrhnika nell'Isonzo Armee al comando del Rittmeister Franz Lamprecht quando partecipò alla Battaglia di Caporetto. 
Al 15 ottobre 1918 era a Campo Maggiore al comando dell'Hptm Karl Schiller nella 10. Armee.
Dopo la guerra, fu liquidata insieme all'intera aeronautica austriaca.